# 仙台市立柳生小学校
仙台市立柳生小学校（せんだいしりつ やなぎうしょうがっこう）は宮城県仙台市太白区にある公立小学校。

## 概要
柳生小学校は、2000年（平成12年）4月、仙台市立西中田小学校を母体校として新設された仙台市で122番目の小学校である。当学区は、柳生地区および西中田地区の一部から成り立っている。
学区
柳生地区および西中田地区の一部
卒業後の進路
柳生中学校へ進学する。
所在地
宮城県仙台市太白区柳生字台畑100

## 年譜
- 2000年（平成12年）
  - 4月1日 - 創立。学級数19、児童数606名。
  - 6月26日 - 開校記念日を同日に設定
  - 10月 - 校歌制定
- 2011年（平成23年）3月11日 - 14時46分頃に発生した東日本大震災により、校舎壁面のひび割れや体育館の各柱の土台部分等が損傷するなどの被害が生じたが、年度内に修繕を終えている。

## 交通
- JR南仙台駅より徒歩約17分

## 地域の歴史
柳生地区は、かつては「柳生和紙」で知られた和紙の里で、仙台藩主伊達政宗が米作り以外の産業を奨励する一環として和紙作りが始まった。当校の卒業証書はこの柳生和紙で作られる。